# 加通德坎波斯
加通德坎波斯，是西班牙卡斯蒂利亚-莱昂巴利亚多利德省的一个市镇。总面积21平方公里，2001年普查人口總數為38人，人口密度為每平方公里2人。